# Соколов, Владимир Иванович (священномученик)
Владимир Иванович Соколов (12 [24] июля 1883, с. Александрово, Московская губерния — 9 сентября 1940, пос. Воркута, Усть-Усинский район, Коми АССР), священномученик.

## Биография
Родился 12 [24] июля 1883 года в селе Александрове Звенигородского уезда Московской губернии в семье священника Иоанна Георгиевича Соколова. В 1898 г. окончил Заиконоспасское духовное училище, а в 1904 г. — Московскую духовную семинарию.
В 1905—1907 гг. состоял псаломщиком церкви равноапостольной Марии Магдалины при малолетнем отделении Московского сиротского института им. Николая I. С 1905 г. был учителем пения в церковно-приходской школе при московской церкви Спаса на Песках в Каретном Ряду. В 1907 г. переведён на вакансию псаломщика в церковь Пимена Великого в Новых Воротниках. В 1924 г. рукоположён во священника к этой же церкви, а потом возведён в сан протоиерея. В 1936 г. переведён в церковь Петра и Павла, что у Яузских ворот, а в 1937 г. — в Церковь Покрова Пресвятой Богородицы на Лыщиковой горе. В 1937 г. жил на Тургеневской улице (ныне — Улица Вешних Вод), д. 13.
В апреле 1937 г. был арестован и заключён в Бутырскую тюрьму в Москве, где приговорён к 5 г. лагерей. Отбывал срок в Ухтпечлаге в пос. Чибью, а затем в Воркутинском ИТЛ. Скончался в заключении 9 сентября 1940 и погребён в безвестной могиле в пос. Воркуте. В 2005 г. причислен Русской Православной Церковью к лику святых. День памяти — 9 сентября.